# Eulogio Rodriguez
Eulogio A. Rodriguez sr. (Montalban, 21 januari 1883 - 9 december 1964) was een Filipijns politicus en ondernemer. Rodriguez was onder meer gouverneur van Rizal, lid van het Filipijns Huis van Afgevaardigden en minister in kabinetten van de Amerikaanse gouverneur-generaal Frank Murphy en president Manuel Quezon. Na de Tweede Wereldoorlog diende hij 17 jaar lang in de Senaat van de Filipijnen. Ruim tien jaar lang was hij president van de Senaat.

## Biografie
Eulogio Rodriguez werd geboren op 21 januari 1983 in Montalban, het tegenwoordig naar hem vernoemde Rodriguez in de Filipijnse provincie Rizal. Zijn ouders waren Petronilo Rodríguez en Monica Adona. Rodriguez studeerde aan het Colegio de San Juan de Letran en behaalde daar in 1896 een bachelor of Arts-diploma. Aansluitend studeerde hij rechten bij een privéleraar.
Rodriguez was van 1906 tot 1916 burgemeester van zijn geboorteplaats Montalban. In juni 1916 werd hij gekozen tot gouverneur van de provincie Rizal. Drie jaar later werd hij herkozen. Van 1924 tot 1928 was hij lid van het Filipijns Huis van Afgevaardigden. De eerste twee jaar namens de provincie Nueva Vizcaya en vanaf 1925 namens het tweede kiesdictrict van Rizal. Na een onderbreking van enkele jaren volgde van 1931 tot 1935 een twee periode als afgevaardigde namens het tweede kiesdictrict van Rizal. In zijn tweede periode als afgevaardigde werd hij door Amerikaanse gouverneur-generaal Frank Murphy halverwege 1934 tevens benoemd tot minister van Landbouw en Handel. In de gemenebest-periode werd hij op 28 augustus 1941 door president Manuel Quezon opnieuw benoemd tot minister van Landbouw en Handel.
Van 1945 tot 1947 en van 1949 tot zijn dood in 1964 was Rodriguez lid van de Filipijnse Senaat. In deze periode was hij tweemaal president van de Senaat. De eerste periode was van 30 april 1952 tot 17 april 1953. De tweede periode besloeg ruim negen jaar tussen 25 januari 1954 tot 5 april 1963.
Eulogio Rodriguez overleed eind 1964 op 81-jarige leeftijd. Met zijn eerste vrouw Juana Santiago kreeg hij zeven kinderen. Met zijn tweede vrouw Luisita Canoy kreeg hij nog eens drie kinderen, onder wie Rosario Rodriquez, die later zou trouwen met Genaro Magsaysay.
- Gemeinsame Normdatei: 143587145
- International Standard Name Identifier: 0000 0001 1438 5886
- Library of Congress Control Number: n82147438
- Nationale Bibliotheek van Israël: 987007267254605171
- Nederlandse Thesaurus van Auteursnamen: 13356567X
- Virtual International Authority File: 16124370
- WorldCat: E39PBJqFTQdGtPKgkM7rKmf6rq